# ابن النجار الفتوحي
تَقِيُّ الدِّينِ أَبُو الْبَقَاءِ مُحَمَّدُ بْنُ أَحْمَدَ بْنِ عَبْدِ الْعَزِيزِ بْنِ عَلِيِّ بْنِ إِبْرَاهِيمَ بْنِ رُشْدٍ الْفُتُّوحِيُّ الْمِصْرِيُّ الْحَنْبَلِيُّ ويُعرف اختصارًا بـ ابن النجار
أو ابن النجار الفتوحي (898 – 18 صفر 972هـ / 1492 – 1564م) فقيه حنبلي مصري. من القضاة. قال الشعراني: «صحبته أربعين سنة فما رأيت عليه شيئا يشينه، وما رأيت أحدا أحلى منطقا منه ولا أكثر أدبا مع جليسه».

## سيرته
ولد بمصر القاهرة، ونشأ بها، وأخذ بها الفقه عن أبيه شهاب الدين ابن النجار وعن غيره، وأجاد، واستفاد، وانتهى إليه بعد والده معرفة فقه الإمام أحمد، وسافر إلى الشام، وأقام بها مدة من الزمان، وعاد، وانفرد بعد والده بالإفتاء والتدريس بالأقطار المصرية، واستنابه والده في القضاء، وحج قبل بلوغه، ثم حج لقضاء الفرض عام 955 هـ، وعاد مكباً على ما هو بصدده من الفتيا والتدري، وكان قلمه أحسن من لفظه، وله في تحرير الفتاوى اليد الطولى، والكتابة المقبولة. وأخذ عنه عبد القادر الجزيري وغيره. ولم يزل مكباً بعد والده على تقرير مذهب الإمام أحمد وتحريره على الوجه الأنبل إلى أن توفاه الله.

## مؤلفاته
- منتهى الإرادات في الجمع في جمع المقنع مع التنقيح وزيادات: في فروع الفقه الحنبلي، وهو عمدة المتأخرين في المذهب، وعليه الفتوى فيما بينهم، إذ حرر مسائله على الراجح والمعتمد من المذهب. اشتغل به عامة طلبة الحنابلة في عصره، واقتصروا عليه. واختصره الشيخ مرعي الكرمي في كتاب دليل الطالب لنيل المطالب وهو متن مشهور، شرحه العلامة محمد بن سالم بن ضويان في منار السبيل في شرح الدليل.
- معونة أولي النهى شرح المنتهى: وهو شرح للكتاب منتهى الإرادات، ومتنه جامع لكتابين قيمين هما: المقنع لشيخ المذهب عبد الله بن أحمد بن قدامة المقدسي الحنبلي موفق الدين، والتنقيح المشبع في تحرير أحكام المقنع لـ علاء الدين أبي الحسن علي بن سليمان المرداوي الحنبلي، حيث جمع مادتهما في كتاب واحد، مع ضم ما تيسر تقييده من الشوارد.
- مختصر التحرير.[19]
- شرح الكوكب المنير.[20]

## الهوامش
1: أُورِّخ التاريخ الميلادي بحسب كتاب الأعلام للزركلي.